# Journal of International Money and Finance
Das Journal of International Money and Finance (JIMF) ist eine monatlich erscheinende  wissenschaftliche Zeitschrift zu volkswirtschaftlichen Themen. Ihr Schwerpunkt liegt auf der internationalen Finanzwirtschaft und Geldtheorie. Sie publiziert seit 1982 sowohl theoretische als auch empirische Artikel.

## Redaktion
Die Redaktion wird derzeit (2015) von Kees G. Koedijk geleitet. Er wird von Joshua Aizenman und Menzie David Chinn unterstützt. Daneben gibt es noch eine Reihe einfacher Redaktionsmitglieder, darunter beispielsweise Marcel Fratzscher und Jürgen von Hagen.

## Rezeption
Das JIMF hat nach eigenen Angaben einen Impact-Faktor von 1.117.
Combes und Linnemer sortieren das Journal mit Rang 73 von 600 wirtschaftswissenschaftlichen Zeitschriften in die drittbeste Kategorie A ein.